# Beverly Hills Cop (jeu vidéo, 1990)
Pour les articles homonymes, voir Beverly Hills (homonymie).
Beverly Hills Cop est un jeu vidéo d'action développé et édité par Tynesoft, sorti en 1990 sur DOS, Amiga, Amstrad CPC, Atari ST, BBC Micro, Commodore 64 et ZX Spectrum.

## Système de jeu
Le jeu a reçu les notes suivantes de la presse spécialisée :
- ACE : 740/1000 (Atari ST)[1] - 550/1000 (Commodore 64)[1]
- Aktueller Software Markt : 4/12 (DOS)[2] - 3,6/12 (Amstrad CPC)[2]

## Seconde adaptation
En 2006, une nouvelle adaptation des films est sortie : Beverly Hills Cop est un jeu vidéo de tir à la première personne développé par Atomic Planet Entertainment et édité par Blast Entertainment sur PlayStation 2.